# Zephyr (informatique)
Pour les articles homonymes, voir Zéphir.
Zephyr est  un protocole de messagerie instantanée et une suite d'applications fonctionnant sous Unix, conçu au Massachusetts Institute of Technology (MIT) comme partie du projet Athena. Suivant la philosophie « Faites une chose, faites-la bien », d'Unix, cette suite est composée de plusieurs programmes séparés fonctionnant ensemble pour réaliser un système de messagerie complet.
Encore utilisé aujourd'hui dans quelques universités comme l'université Carnegie-Mellon, l'université Stanford, et bien sûr le MIT, Zephyr a été largement remplacé par des systèmes de messageries instantanée modernes et plus populaires comme AIM et Jabber.
Le logiciel Pidgin permet d'utiliser le protocole Zephyr (parmi beaucoup d'autres).
Zephyr utilise les  datagrammes UDP transmis entre les ports 2102, 2103 et 2104. Il est incompatible avec la plupart des routeurs qui font de la translation d'adresses (NAT) parce qu'il transmet l'adresse IP interne, et que les datagrammes « réponse » ne sont donc pas correctement routés au retour. Il utilise l'authentification par Kerberos 4 uniquement, et personne n'a investi l'effort nécessaire pour le convertir à Kerberos 5.